# Kitiwaka
 (octobre 2019).
Le Kitiwaka est un des affluents du Zambèze dans la région de Njombe.